# San Polo Parco (metropolitana di Brescia)
San Polo Parco è una fermata della metropolitana di Brescia, collocata in via Romiglia.

## Storia
Nel progetto di massima presentato nel 1998, la fermata ebbe il nome provvisorio di San Polo 1, per distinguerla da quella di San Polo che ebbe invece la denominazione di San Polo 2. Entrambe le fermate si sarebbero trovate sul tracciato in viadotto che univa Duca Abruzzi a Sant'Eufemia, allora pensata nei pressi del Monastero. In sede di Valutazione di impatto ambientale (VIA), l'impianto assunse il nome di San Polo Parco, in quanto prossimo al parco agricolo che caratterizza il quartiere e che, dal 2018, è compreso all'interno del Parco delle cave. La presenza degli spazi disponibili del parco agricolo convinse i progettisti a sostituire il viadotto con un tracciato a raso fra Duca Abruzzi, che cambiò nome in Poliambulanza, fino alla fermata di San Polo.
La fermata fu inaugurata il 20 ottobre 2012, nell'ambito di una serie di cerimonie in cui le singole infrastrutture della metropolitana furono mostrate al pubblico prima dell'effettivo inizio del servizio. Fu poi aperta al servizio pubblico il 2 marzo 2013, assieme a tutta la linea.

## Strutture e impianti
A causa della sua posizione, a nord della zona residenziale del quartiere di San Polo Parco corrispondente alle vie Tiziano, Raffaello Sanzio e Michelangelo, l'impianto fu progettato con la minima previsione di flusso tra tutte le diciassette stazioni: settecento utenti all'ora nella fascia di punta.
Si tratta di uno dei due impianti che si trovano sul percorso in superficie della metropolitana, assieme alla stazione di Poliambulanza. Esteticamente è stata progettata come prosecuzione della recinzione che protegge il percorso a raso della linea metropolitana: le due banchine sono coperte da una pensilina, mentre le pareti sono definite da griglie che mantengono la luminosità e l'arieggiamento degli interni. Come in tutti gli impianti della metropolitana sono presenti le porte di banchina, che impediscono ai viaggiatori di accedere ai binari in assenza del treno. Un sottopasso collega le due banchine.

## Servizi
La stazione dispone di:
- Biglietteria automatica

## Interscambi
La fermata è l'unica in tutta la linea metropolitana a non essere raggiungibile direttamente da strade carrabili, ma solo da percorsi ciclopedonali. Nei pressi dell'impianto sono presenti due postazioni del servizio di bike sharing municipale Bicimia.